# Nodar Kumaritašvili
Nodar Kumaritašvili (25. listopadu 1988, Bordžomi, dnes Gruzie – 12. února 2010, Whistler, Kanada) byl gruzínský sáňkař.

## Závodní kariéra
Nodar Kumaritašvili závodně sáňkoval od svých 13 let. Během své první sezóny ve světovém poháru v ročníku 2008/09 obsadil konečné 55. místo ze 62 hodnocených závodníků. Při svém posledním závodě světového poháru, jehož se zúčastnil v lednu 2010 na dráze Cesana Pariol v Itálii, obsadil mezi 32 účastníky 28. místo.
Kvalifikoval se pro závod jednotlivců na zimních olympijských hrách 2010.

## Smrt

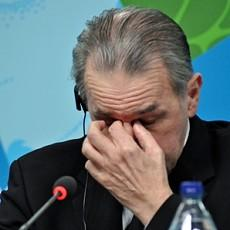
Předseda MOV Jacques Rogge oznamuje na tiskové konferenci Kumaritašviliho smrt

Nodar Kumaritašvili zemřel na následky nehody při tréninku, konaném ještě před oficiálním zahájením her. V poslední zatáčce před cílem zvané Thunderbird vyletěl v rychlosti 144,84 km/h z trati a narazil do ocelového nosníku u trati. Lékařská pomoc včetně kardiopulmonální resuscitace mu byla poskytnuta během několika sekund. Kumaritašvili byl převezen do nemocnice ve Whistleru, kde na následky svých zranění zemřel.
Jednalo se o celkově šesté úmrtí sportovce v historii olympijských her, z toho o čtvrté na zimních hrách (dosud posledním byl švýcarský rychlostní lyžař Nicolas Bochatay, který zemřel při ZOH 1992, ne však během závodu). Zároveň šlo o první smrtelný úraz sáňkaře od 10. prosince 1975.

## Reakce

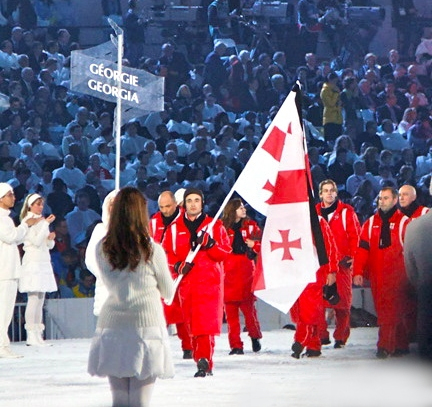
Gruzínská výprava nastupuje s černými stuhami při zahájení her

### Zahajovací ceremoniál
Gruzínská výprava zvažovala v reakci na Kumaritašviliho úmrtí neúčast na zahajovacím ceremoniálu nebo odstoupení celé výpravy z her. Gruzínský ministr sportu a kultury Nika Rurua však záhy oznámil, že tým na olympiádě zůstane. Během slavnostního zahájení her byla závodníkova památka uctěna minutou ticha. Gruzínská výprava nastoupila s černými stuhami na oděvu a kolem státní vlajky, diváci ji přivítali potleskem vstoje. Kanadská a olympijská vlajka byly staženy na půl žerdi. Bezprostředně po svém nástupu gruzínská výprava opustila BC Place Stadium, na kterém se zahajovací ceremoniál konal.

### Sportovní důsledky

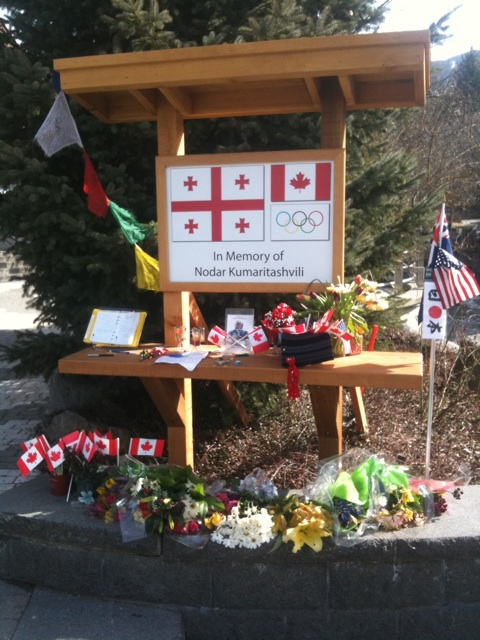
Kumaritašviliho památník ve Whistleru

Po Kumaritašviliho úrazu byly zrušeny veškeré zbývající tréninkové jízdy. Uvažovalo se též o přesunutí termínu závodů, k němu ale nakonec nedošlo.

Světová sáňkařská federace (FIL) ve svém prohlášení uvedla, že Kumaritašviliho smrt nebyla způsobena nadměrně obtížnou dráhou. Pro olympijské závody byl nicméně snížen start na úroveň původně plánovaného startu závodů žen. U zatáčky číslo 16, kde došlo k osudné nehodě, byly pak zvýšeny zábrany, byl upraven profil tratě a obloženy ocelové nosníky, do nichž Kumaritašvili narazil. Úpravy nebyly podle olympijských činovníků provedeny z bezpečnostních důvodů, ale pro uklidnění emočního stavu závodníků.
Další gruzínský sáňkař Levan Gurešidze ze závodu mužů před jeho zahájením odstoupil a zúčastnil se v Gruzii Kumaritašviliho pohřbu. Spolu s ním odstoupili ještě další dva závodníci.

## Pohřeb
Kumaritašviliho tělo bylo dopraveno do Tbilisi v ranních hodinách dne 17. února 2010, ještě téhož dne bylo přemístěno do Bakuriani, kde Kumaritašvili žil. Pohřeb se konal 20. února. Spolu s tisíci lidmi se ho zúčastnil též gruzínský prezident Michail Saakašvili, oblečený do oděvu gruzínské olympijské výpravy.
Ulice v Bordžomi, ve které je umístěný Kumaritašviliho rodný dům, byla na Kumaritašviliho počest pojmenována závodníkovým jménem.

## Oficiální zpráva FIL

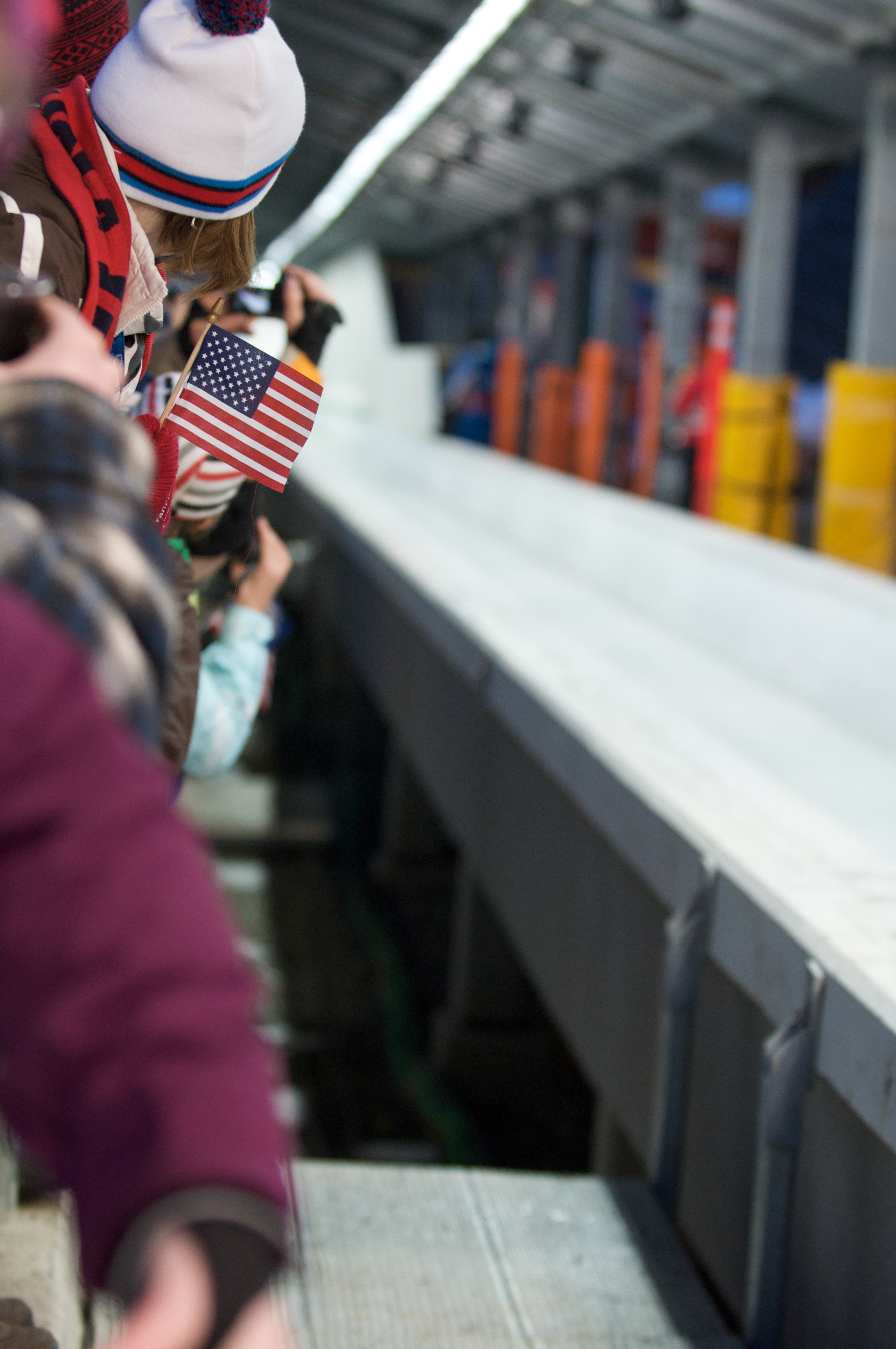
Diváci si prohlížejí místo Kumaritašviliho nehody na dráze ve Whistleru

FIL zveřejnila oficiální zprávu ke Kumaritašviliho smrti 19. dubna 2010. Konstatovala v ní, že osudná nehoda byla způsobena jezdeckou chybou závodníka, ke které došlo na přechodu mezi zatáčkami 15 a 16. Zpráva dále uvedla, že Kumaritašviliho saně splňovaly veškeré normy platné pro závody FIL.
Zpráva též konstatuje, že závodníci dosahovali vyšších rychlostí, než bylo předpokládáno při schválení trati. Maximální předpokládané rychlosti se měly pohybovat okolo 135 km/h, maximální naměřená rychlost však dosáhla 153,98 km/h. FIL dle svého vyjádření předpokládala, že se závodníci budou schopni s takovou rychlostí vyrovnat. Pro ZOH 2014 bylo doporučeno, aby se maximální rychlosti pohybovaly mezi 130 až 135 km/h.

## Zpráva koronera
Ve své zprávě, datované 16. září 2010, uvedl koroner Tom Pawlowski, že na smrti Nodara Kumaritašviliho mělo podíl více faktorů, mezi nimi vysoká rychlost, technická náročnost trati a její relativní neznámost pro závodníka. Koroner připustil, že sáňkařský sport vždy určité riziko pro závodníky přináší, a trať ve Whistleru byla postavena podle obvyklých postupů. Vyzval však Mezinárodní sáňkařskou federaci, aby před významnými závody věnovala více pozornosti proškolení závodníků.